# Туапсинская военно-морская база
Туапсинская военно-морская база (сокращённо Туапсинская ВМБ) — разнородное объединение Черноморского флота  ВМФ СССР, существовавшее в период Великой Отечественной войны.

## История
База была сформирована в октябре 1941 года и на протяжении войны была одним из трёх основных пунктов базирования Черноморского флота на Кавказе. На 25 июля 1942 года в боевой состав Туапсинской ВМБ входили:
1. Охрана водного района в составе: 4-го дивизиона тральщиков (2 тральщика и минный заградитель) с базированием на Туапсе, Новороссийск и Поти; 5-й дивизион сторожевых катеров (14 вымпелов) — Туапсе, Сочи; 9-й дивизион катеров-тральщиков (девять вымпелов) — Туапсе, Лазаревское; охрана рейда (сторожевой катер, катер-тральщик, четыре катера охраны рейда и два морских буксира) — в Туапсе, Сочи, Сухуми и Поти;
2. Береговая оборона в составе четырёх батарей 45-180-мм орудий в Туапсе и Сочи;
3. Туапсинский базовый район воздушной обороны в составе зенитного полка (три дивизиона и прожекторный батальон) — в районе Туапсе;
4. Пулемётный батальон — Туапсе.

В 1942 году в Туапсе базировался 2-й дивизион эскадренных миноносцев эскадры ЧФ (два эсминца и два сторожевых корабля). Корабли и катера базы участвовали в морских десантах, перевозке войск и грузов, обороне побережья с морского направления. В 1944 году база была расформирована.

## Командиры базы
Базой в различное время командовали:
- октябрь 1941— март 1942 — контр-адмирал Кулишов Илья Данилович;
- март 1942 — контр-адмирал Трайнин Павел Алексеевич;
- апрель 1942—март 1943 — контр-адмирал Жуков Гавриил Васильевич;
- март—декабрь 1943 — капитан 1-го ранга Голубев-Монаткин Иван Фёдорович;
- 1944 — капитан 1-го ранга Васильев А. Г.